# Huaca Santa Rosa
La Huaca Santa Rosa es un sitio arqueológico ubicado en el distrito de San Martin de Porres, en la ciudad de Lima, capital del Perú. En un momento fue casa hacienda de Nicolas de Pierola

## Ubicación

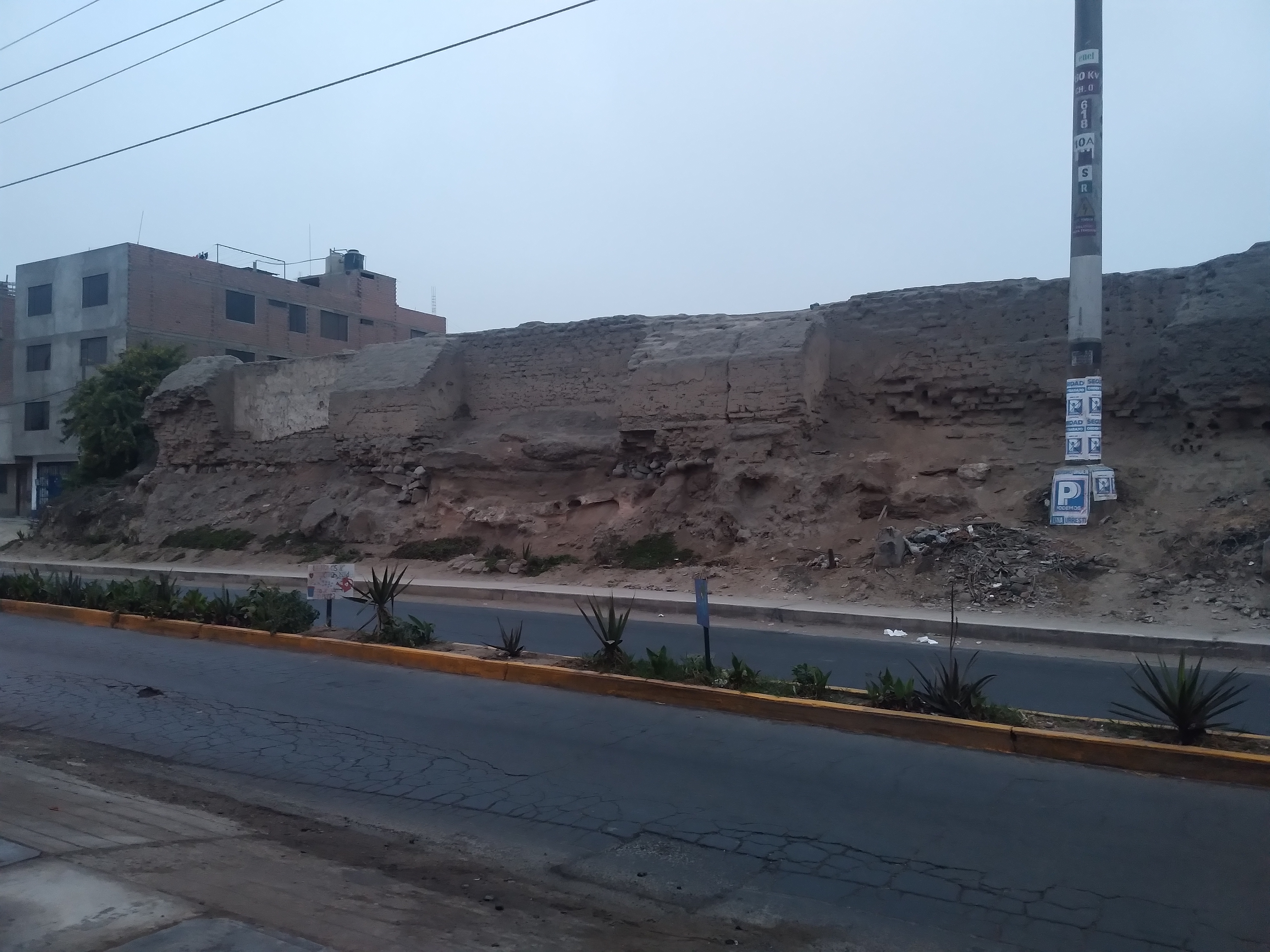
Fachada de la huaca Santa Rosa, ubicado frente a una avenida principal.

El sitio arqueológico Santa Rosa se encuentra ubicado en la avenida Daniel Alcides Carrión en el distrito de San Martin de Porres, en Localización Este 272654, localización Sur 8673117 a 10 minutos del complejo arquitectónico de Garagay en el mismo distrito. Este complejo cuenta con una extensión de 1500 m2 y una altitud de 44msnm. Como punto de referencia se encuentra la cuadra 20 de la avenida Antúnez de Mayolo.

## Cronología
Lamentablemente, no se tienen estudios específicos sobre la cronología de este vestigio arqueológico sin embargo la cerámica asociada a este punto responde a la cronología que se atribuye al mismo que el complejo arquitectónico de Garagay en el horizonte medio.
Linea de tiempo

## Descripción
El sitio arqueológico Santa Rosa cuenta con un aspecto muy singular, pues nos muestra en un solo complejo el choque de dos momentos históricos en el Perú, en primero el complejo arquitectónico huaca "Santa Rosa" el cual debió funcionar como una extensión del centro arquitectónico Garagay, al respecto es lamentable comentar que no existen estudios documentados sobre esta huaca (Santa Rosa) y la única información que existe al alcance de la población cercana es la que brinda el cuidador de este complejo, quien lleva más de 40 años brindando información y buscando la ayuda estatal. Por otro lado, en un segundo momento con el desarrollo de la llegada de los españoles se construyó la casa hacienda para las Yanaconas encima de esta huaca, ello queda evidenciado notoriamente en la estructura de la misma pues presenta una clara división entre ambas, en la zona baja una construcción propia del horizonte medio mientras que por encima es notoria una construcción mucho más moderna de barro.

## Panorama actual
Actualmente, el panorama que aqueja a esta huaca demuestra en principio un total abandono, ya que la parte superior funciona como un centro de desmonte donde se puede encontrar múltiples objetos y basura. Asimismo, en la zona baja, la esquina de este complejo es utilizado como vertedero de basura. Por último, también en la zona baja, funciona un mercado apoyado en una de las paredes del recinto, donde por delante fue construida una pared adicional de material noble